# Ariana Harwicz
Ariana Harwicz (Buenos Aires, 1977) es una escritora argentina. Sus novelas Matate, amor (2012), La débil mental (2014) y Precoz (2015) le valieron reconocimiento por igual de crítica y público y visibilidad internacional. La primera de ellas es adaptada al cine por Lynne Ramsay y cuenta con la actuación de Jennifer Lawrence. Su prosa está caracterizada por imágenes poéticas, violentas y eróticas, además de por el uso del monólogo interno. Entre sus temáticas, se encuentran los vínculos familiares, el incesto, el infanticidio y la maternidad.

## Biografía
Ariana Harwicz nació en el año 1977 en la ciudad de Buenos Aires, Argentina. En 2007 se radicó en Francia, donde vive desde entonces. En 2015 conoció al escritor Edgardo Scott, quien es su pareja.
En 2012, publicó su primera novela, Matate, amor, que obtuvo un gran reconocimiento por parte de la crítica. En 2013, junto a la escritora Soledad Pérez, editó la novela-ensayo Tan intertextual que te desmayás. En los años 2014 y 2015, respectivamente, publicó las novelas La débil mental (2014) y Precoz (2015), que, junto con su primera, conforman la «trilogía de la pasión», ya que las tres exploran los vínculos familiares y la relación entre madres e hijos.
En 2018, la traducción al inglés de Matate, amor fue nominada al Premio Booker Internacional. En  2019, la escritora publicó su cuarta novela, Degenerado, acerca de la mente de un pedófilo. Un año después, en 2020, editó en coautoría con el escritor Mikaël Gómez Guthat el libro de ensayo Desertar.
En 2022, las editoriales Anagrama y Mardulce publicaron el libro Trilogía de la pasión, antología que reúne a la trilogía homónima. Ese mismo año, además, el director Martin Scorsese adquirió los derechos de esas mismas novelas para producirlas y adaptarlas al cine. La primera de ellas llevará el título de Die, My Love, será dirigida por Lynne Ramsay y la protagonizará la actriz Jennifer Lawrence.
En 2023, Harwicz publicó su tercer libro de ensayos, El ruido de una época. En abril de 2024 editó su quinta novela, Perder el juicio, acerca de una madre que secuestra a sus hijos. El texto fue bien recibido por los lectores. En mayo de ese mismo año, recibió el Premio Konex de Letras en la categoría de Novela por el período 2021-2023.

## Estilo
La narrativa de Harwicz tiene una influencia lírica, caracterizada por el uso de figuras y elementos poéticos. Ha recibido, además, el apelativo de «radical», en particular por la utilización de una prosa violenta, erótica e irónica para retratar entornos y vínculos familiares en entornos rurales. Esto último se refleja en las temáticas exploradas en sus tres primeras novelas, que incluyen la vida conyugal, el incesto, el infanticidio y la maternidad.

## Obra

### Novela
- Matate, amor (2012, Paradiso[25]y Lengua de Trapo)
- La débil mental (2014, Mardulce)
- Precoz (2015, Mardulce)
- Degenerado (2019, Anagrama)
- Perder el juicio (2024, Anagrama)

### Ensayo
- Tan intertextual que te desmayás (2013, Mardulce, en colaboración con Soledad Pérez)
- Desertar (2020, Mardulce, en colaboración con Mikaël Gómez Guthart)
- El ruido de una época (2023, Marciana)

### Antología
- Trilogía de la pasión (2022, Anagrama/Mardulce)

## Reconocimientos
- 2024ː Premio Konex 2024 Letras - Novelaː Período 2021-2023. Diploma al mérito.[26]